# Yitzhak Goldknopf
Yitzhak Goldknopf (en hebreo: יצחק גולדקנופף) (30 de octubre de 1950 en Jerusalén) es un rabino jaredí israelí y un político del partido Agudat Yisrael.

## Biografía
Yitzhak Goldknopf se formó como rabino ortodoxo y pertenece a la comunidad jasídica de Guer. Goldknopf es el director general de las escuelas Beit Yaakov que heredó de su padre, está casado y tiene diez hijos. Goldknopf es miembro del ayuntamiento de Jerusalén desde 2003. También es presidente del comité para la santidad del Sabbat. En junio de 2022, sucedió a Yaakov Litzman como presidente del partido jasídico Agudat Yisrael y es presidente de la coalición electoral Judaísmo Unido de la Torá. En noviembre de 2022, fue elegido miembro de la Knéset. Desde el 29 de diciembre de 2022, Goldknopf es ministro de construcción y vivienda, en el gabinete del Primer ministro de Israel Benjamín Netanyahu.